# أنتغي شميت
أنتغي شميت (بالألمانية: Antje Schmidt)‏ هي ممثلة ألمانية، ولدت في 1967 في مويرس في ألمانيا. من الجوائز التي نالتها Axel-Springer-Preis ‏ سنة 1995.

## أعمال

### أفلام
- (1997) الغد لا يموت[5][6][7]

## جوائز
- Axel-Springer-Preis [الإنجليزية]‏ (1995)

## وصلات خارجية
- الموقع الرسمي
- أنتغي شميت على موقع IMDb (الإنجليزية)
- أنتغي شميت على موقع ألو سيني (الفرنسية)
- أنتغي شميت على موقع أول موفي (الإنجليزية)
- أنتغي شميت على موقع قاعدة بيانات الفيلم (الإنجليزية)
- أنتغي شميت على موقع كينوبويسك (الروسية)